# Hadrodactylus graminicola
Hadrodactylus graminicola är en stekelart som beskrevs av Idar 1979. Hadrodactylus graminicola ingår i släktet Hadrodactylus och familjen brokparasitsteklar. Arten är reproducerande i Sverige. Inga underarter finns listade i Catalogue of Life.